# Alexander Jackson Davis
Alexander Jackson Davis, o A. J. Davis (24 de julio de 1803 - 14 de enero de 1892) fue un arquitecto estadounidense, conocido particularmente por su asociación con el estilo neogótico.

## Educación
Davis nació en la ciudad de Nueva York y estudió en la Academia Estadounidense de Bellas Artes, la Asociación de Dibujo de Nueva York y de los moldes antiguos de la Academia Nacional de Diseño. Abandonó la escuela y se convirtió en un litógrafo respetable y desde 1826 trabajó como dibujante para Josiah R. Brady, un arquitecto de Nueva York que fue uno de los primeros exponentes del estilo neogótico: la iglesia Episcopal de San Lucas, de 1824, es la edificación más antigua que se conserva en Rochester.

## Carrera profesional

### Asociación con Ithiel Town
Davis hizo una primera carrera independiente como ilustrador de arquitectura en los años 1820, pero sus amigos, especialmente el pintor John Trumbull, le convencieron para que se dedicase al diseño de edificios. La ubicación pintoresca, las masas y los contrastes siguieron siendo esenciales en su trabajo, incluso cuando estaba construyendo en un estilo neoclásico. En 1826, Davis se puso a trabajar en la oficina de Ithiel Town y Martin E. Thompson, el estudio de arquitectura más prestigioso del neogriego; en la oficina, Davis tuvo acceso a la mejor biblioteca de arquitectura del país, en un ambiente agradable donde obtuvo una formación sólida.
A partir de 1829, en asociación con Town, Davis formó la primera oficina de arquitectura moderna reconocible y diseñó muchos edificios clásicos tardíos, incluidos algunos de importancia pública. En Washington, diseñó las oficinas del Departamento Ejecutivo y con Robert Mills, el Old Patent Office Building. También diseñó la Aduana de la ciudad de Nueva York. El Ayuntamiento de Bridgeport, construido, en 1853 y 1854, es un edificio gubernamental posterior que Davis diseñó en estilo clásico.
Siguieron luego una serie de consultas para erigir los capitolios estatales, ninguno de ellos construido en su totalidad como prevía Davis: la Casa del Estado de Indiana, en Indianápolis, el Capitolio de Carolina del Norte (con el arquitecto local David Paton), el Capitolio de Illinois (a menudo atribuido en su totalidad a John F. Rague, que trabajaba al mismo tiempo en el Capitolio de Iowa) y el comité para el diseño de la Casa del Estado de Ohio. El capitolio resultante en Columbus, Ohio, a menudo atribuido al pintor de la escuela del río Hudson Thomas Cole, consultando con Davis e Ithiel Town, tiene una columnata de orden dórico griego austero a través de una entrada empotrada, flanqueada por ventanas empotradas que continúan el ritmo del pórtico central, todo bajo un tambor único coronado por una cúpula de platillo bajo. Con James Dakin, socio de Town, diseñó la noble y colosal Colonnade Row en estilo neogriego y columnas corintias en Lafayette Street de Nueva York, los primeros apartamentos diseñados para la próspera clase media estadounidense (1833, la mitad aún en pie). Dos años después de su finalización, Davis fue contratado para diseñar la Iglesia Reformada Neerlandesa, río arriba en Newburgh, inspirada en el Templo de Poseidón, ambos posicionados para ser vistos por los viajeros marítimos. Continuó en sociedad con Town hasta poco antes de la muerte de Town en 1844.
En 1831, fue elegido miembro asociado de la Academia Nacional. A partir de 1835, Davis comenzó a trabajar por su cuenta en su única publicación Rural Residences, el primer libro de modelos para residencias pintorescas en un estilo neogótico doméstico, que podría ejecutarse en carpintería, y que también tiene la primera villa toscana de estilo italianizante, de cubierta plana con amplios aleros colgantes y torres pintorescas en las esquinas. Desafortunadamente, el pánico de 1837 interrumpió sus planes para una serie de volúmenes similares, pero Davis pronto se asoció con Andrew Jackson Downing, ilustrando sus libros que fueron ampliamente leídos. Las adiciones a Vesper Cliff se construyeron en 1834.

### Residencias rurales (1840-1860)
Las décadas de 1840 y 1850 fueron las dos décadas más fructíferas de Davis como diseñador de casas de campo. Su villa Lyndhurst en Tarrytown es su casa más famosa. Muchas de sus villas fueron construidas en el pintoresco valle del río Hudson, donde su estilo informó al vernáculo Hudson River Bracketed que le dio a Edith Wharton un título para una novela pero Davis envió planos y especificaciones a clientes de lugares lejanos como Indiana. Diseñó Blandwood, la casa de 1846 del gobernador John Motley Morehead. Las características interiores innovadoras, incluidos sus diseños para chimeneas y aparadores, también fueron ampliamente imitadas en el comercio. Otros detalles interiores influyentes incluyen contraventanas de bolsillo en ventanas, ventanales y superficies espejadas para reflejar la luz natural. El estilo del neogriego William Walsh House fue construido en Albany y el estilo neogótico Belmead fue construido cerca de Powhatan, en 1845.
Dos edificios más pequeños, pero conocidos, diseñados por Davis fueron una casa construida en 1845 para John Cox Stevens —el primer comodoro del New York Yacht Club—  y el pequeño edificio Carpenter Gothic en su propiedad cerca de Hoboken, que fue cedido a NYYC para ser utilizado como su primera casa club. Ese edificio, llamado cariñosamente Estación 10, todavía existe y se puede encontrar en Newport. Davis construyó un pabellón similar para su colega y compañero fundador de NYYC, John Clarkson Jay, en la propiedad frente al mar de Jay en Long Island Sound en Rye, Nueva York, en 1849. Aunque este edificio fue derribado en los años 1950, el entorno y el jardín originales donde una vez estuvo ubicado son parte de un sitio de Monumento Histórico Nacional y están abiertos al público.
Inspirado en parte por su amigo Andrew Jackson Downing, Davis construyó varias casas estilo cabaña del neogótico en el centro de Nueva York, incluida la casa Reuel E. Smith, terminada en 1852, que está incluida en el Registro Nacional de Lugares Históricos.
En 1851, Davis completó Winyah Park, una de las aproximadamente dieciocho o más casas de estilo italianizante que diseñó en los años 1850. Winyah fue construida para Richard Lathers, quien había estudiado arquitectura con Davis en Nueva York en los años 1830. Estaba situado en la finca de Lathers en la ciudad de New Rochelle en el condado de Westchester, Nueva York. Por este diseño, Davis ganó el primer premio de arquitectura en la Feria Mundial de Nueva York de 1853-1854. Usó su característica más llamativa, dos torres adyacentes pero contrastantes, en una casa mucho más grande llamada Grace Hill, construida en Brooklyn entre 1853 y 1854. Tanto en Winyah como en Grace Hill, las amplias torres octagonales sirven como anclas visuales para las torres cuadradas más altas. Lathers más tarde contrató a Davis para diseñar cuatro casas de inversión adicionales en su propiedad, que se conoció como Lathers's Hill. 
Las casas incluían dos cabañas neogóticas y la villa Tudor construida en 1858 y la villa puntiaguda construida en 1859. En 1890, el artista Frederic Remington compró una de esas cabañas desde la que creó su finca Endion, que le sirvió de estudio durante la mayor parte de su carrera artística. El éxito de Winyah Park y Lathers's Hill generó otros encargos importantes para Davis en New Rochelle, incluidas dos casas rurales, Wildcliff y Sans Souci, que diseñó para miembros de una destacada familia de Davenport. Ambas casas cuentan con el aguilón central característico de Davis. Otro encargo neogótico existente es el castillo de Whitby, diseñado en 1852 para el amigo de toda la vida de Davis, William Chapman. El edificio forma parte del distrito histórico de Boston Post Road y conserva muchas características originales.
Davis fue invitado a convertirse en miembro del Instituto Americano de Arquitectos poco después de su fundación en 1857. A finales de los años 1850, trabajó con el empresario Llewellyn S. Haskell para crear Llewellyn Park en West Orange, Nueva Jersey, un suburbio ajardinado que fue una de las primeras comunidades residenciales planificadas en los Estados Unidos.
Davis diseñó edificios para la Universidad de Míchigan en 1838, y en los años 1840 diseñó edificios para la Universidad de Carolina del Norte en Chapel Hill, Chapel Hill, Carolina del Norte. En el Virginia Military Institute, los diseños de Jackson desde 1848 hasta los años 1850 crearon el primer campus universitario neogótico, construido en ladrillo y estucado para imitar la piedra. El plan de Davis para el cuadrilátero de Barracks fue interrumpido por la Guerra de Secesión ; se completó con simpatía según los diseños de Bertram Goodhue a principios del siglo XX. Se casó con Margaret Beale en 1853 y tuvo dos hijos.

### Mecenazgo en declive y jubilación (1860-1892)
Con el inicio de la Guerra de Secesión en 1861, el mecenazgo en la construcción de viviendas se agotó y, después de la guerra, se pusieron de moda nuevos estilos que no simpatizaban con la naturaleza de Davis. En 1867, diseñó la finca Hurst-Pierrepont. En 1878, cerró su oficina. Construyó poco en los últimos treinta años de su vida, pero pasó su fácil retiro en West Orange dibujando planes para proyectos grandiosos que nunca esperó construir, y seleccionando y ordenando sus diseños y papeles, por los que quería ser recordado. Esos fondos son compartidos por cuatro instituciones de Nueva York: la Biblioteca Avery de Arquitectura y Bellas Artes de la Universidad de Columbia, la Biblioteca Pública de Nueva York, la Sociedad Histórica de Nueva York y el Museo Metropolitano de Arte. Se ha reunido una colección adicional de material de Davis en la biblioteca del Museo Henry Francis DuPont Winterthur. Davis está enterrado en el cementerio Bloomfield en Bloomfield.

## Galería

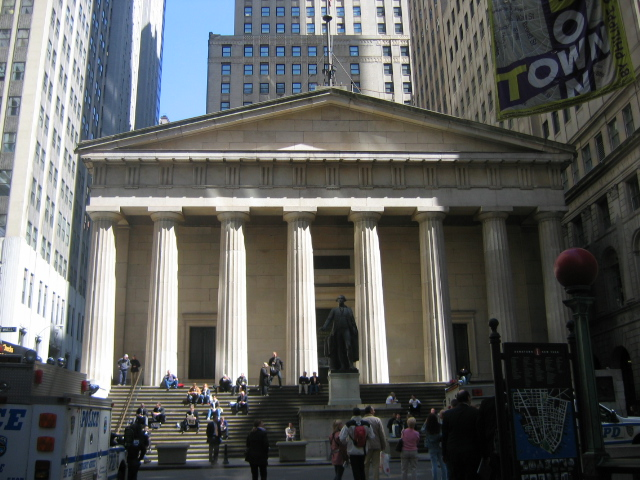
Federal Hall National Memorial, Nueva York
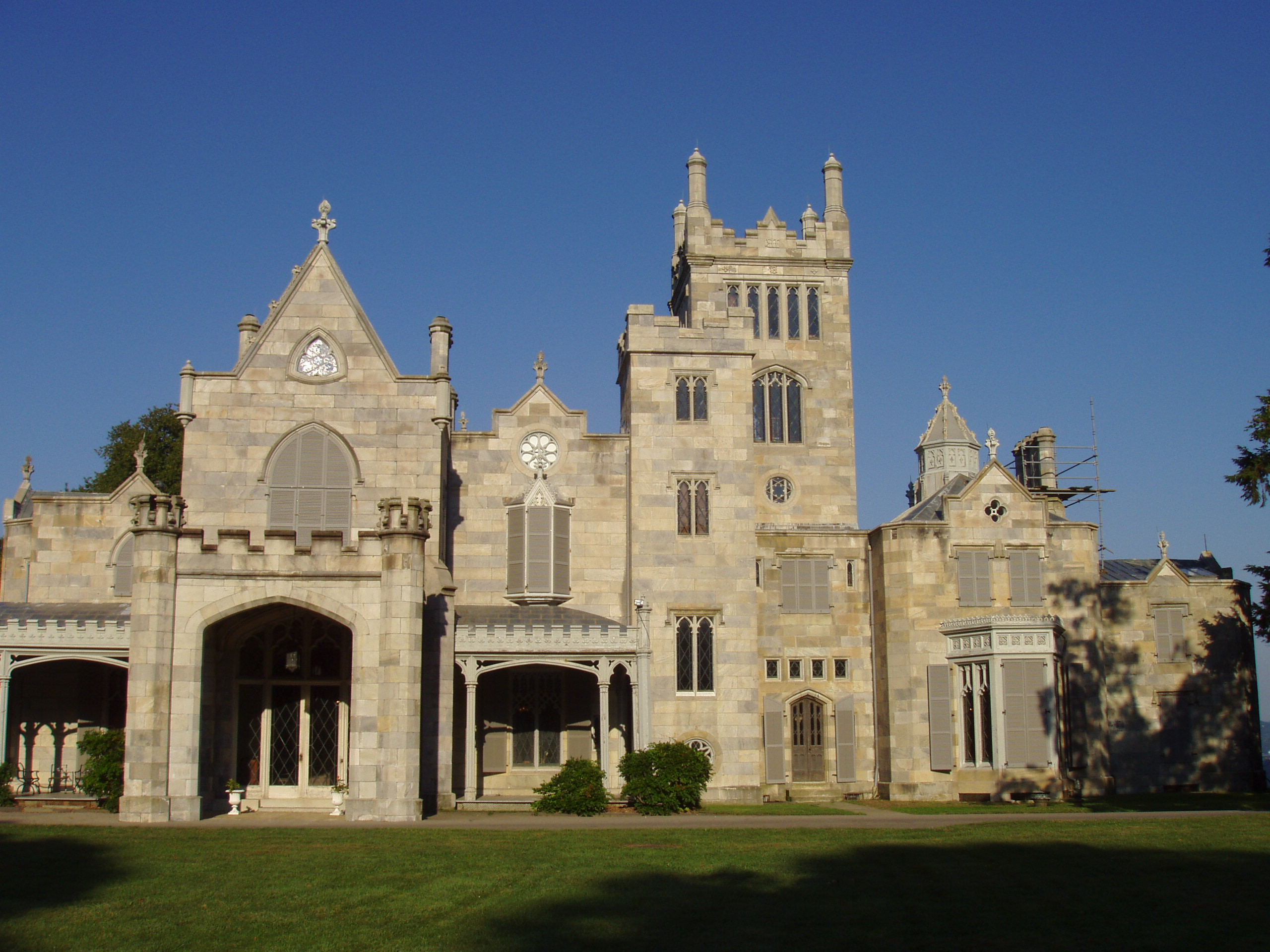
Fachada de Lyndhurst, 1838 y 1864
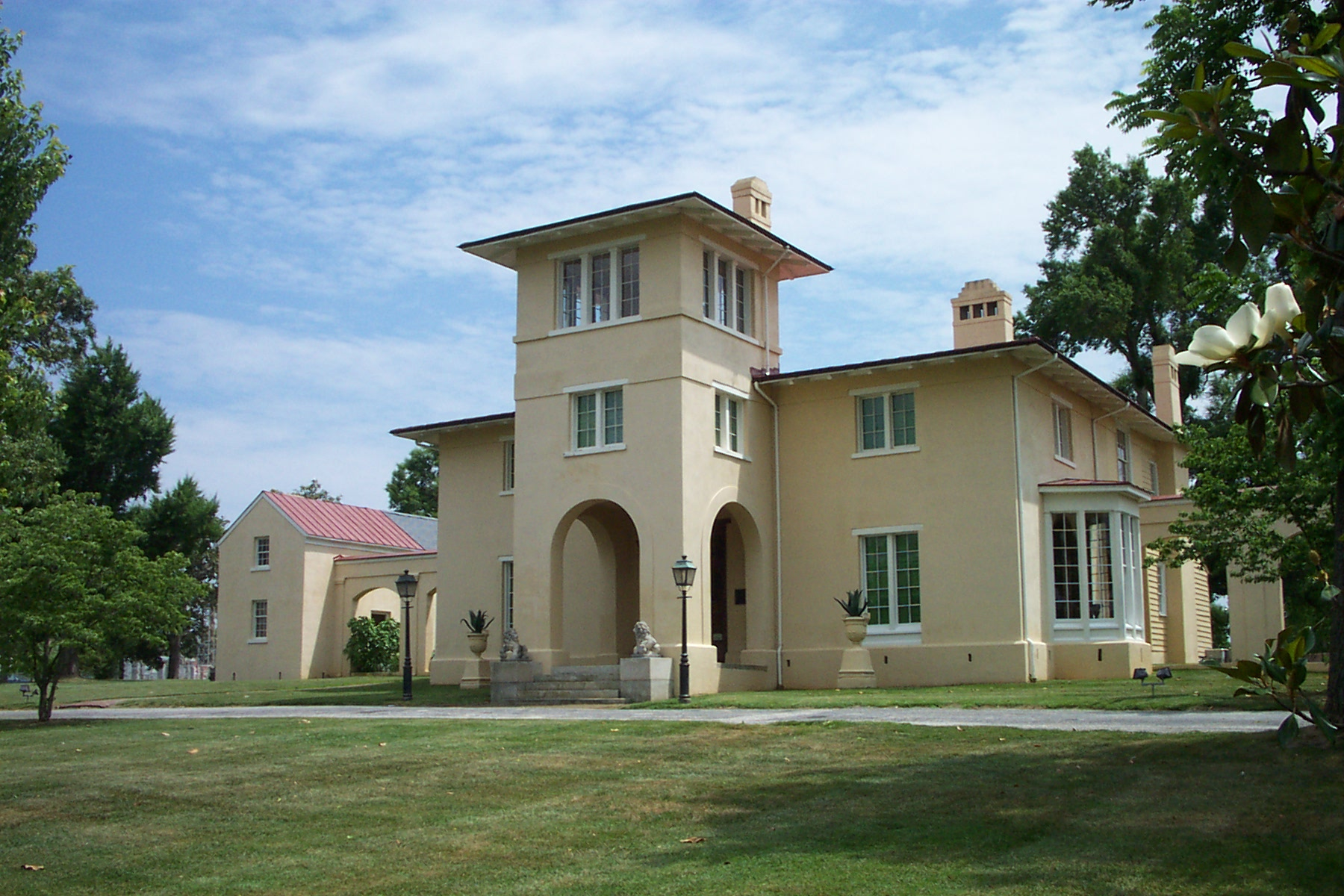
Blandwood Mansion en Greensboro, Carolina del Norte
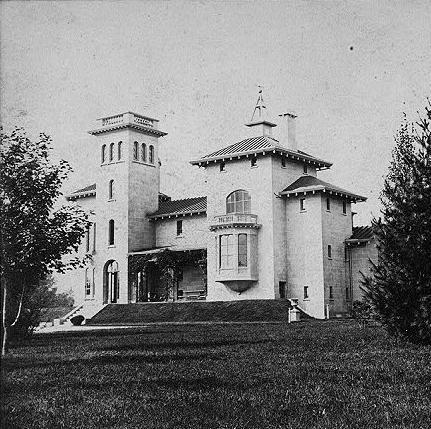
Winyah Park en New Rochelle, Nueva York
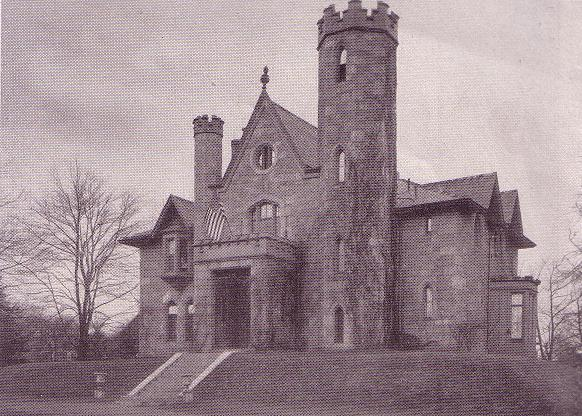
" Tudor Villa" en New Rochelle, Nueva York
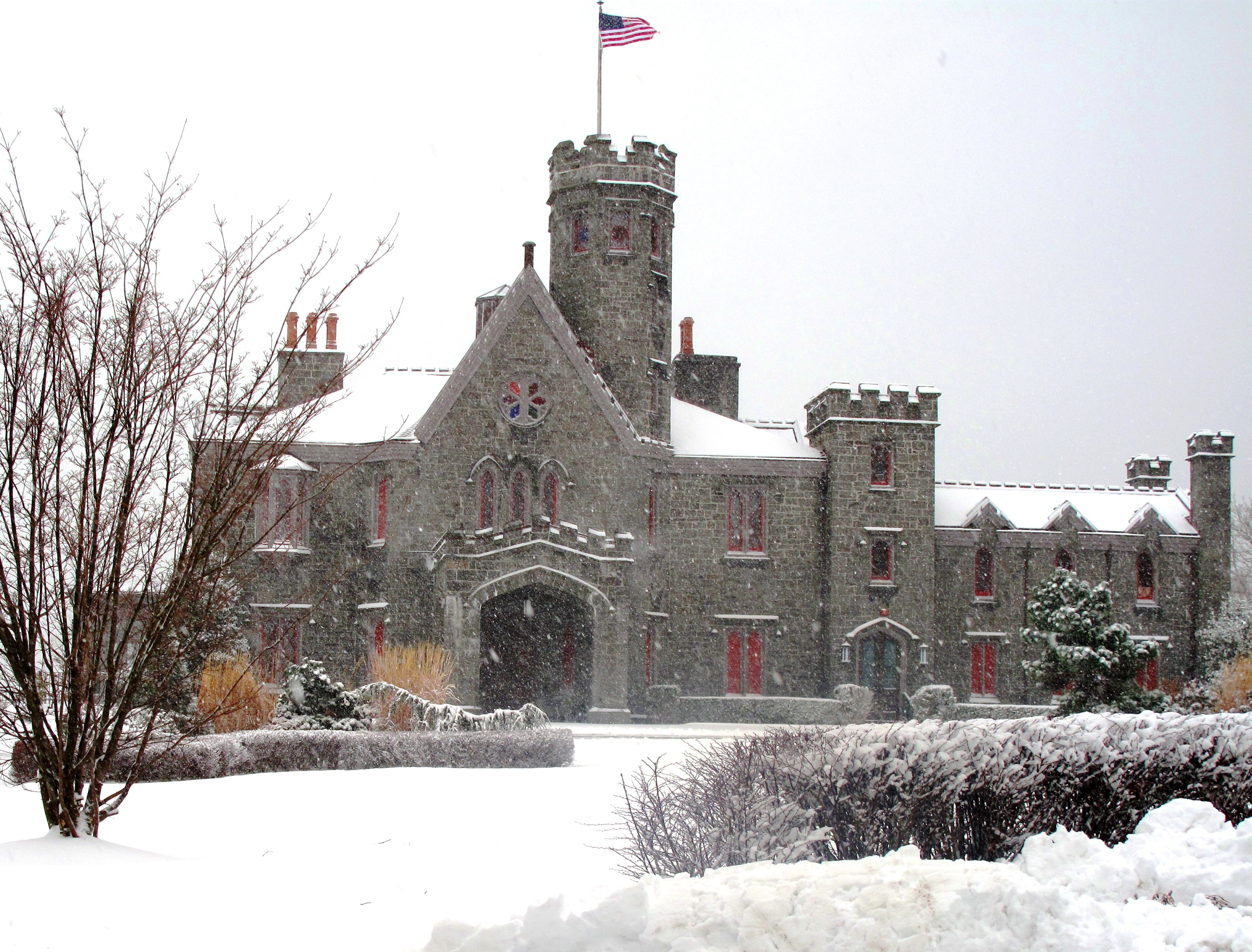
Castillo de Whitby en invierno
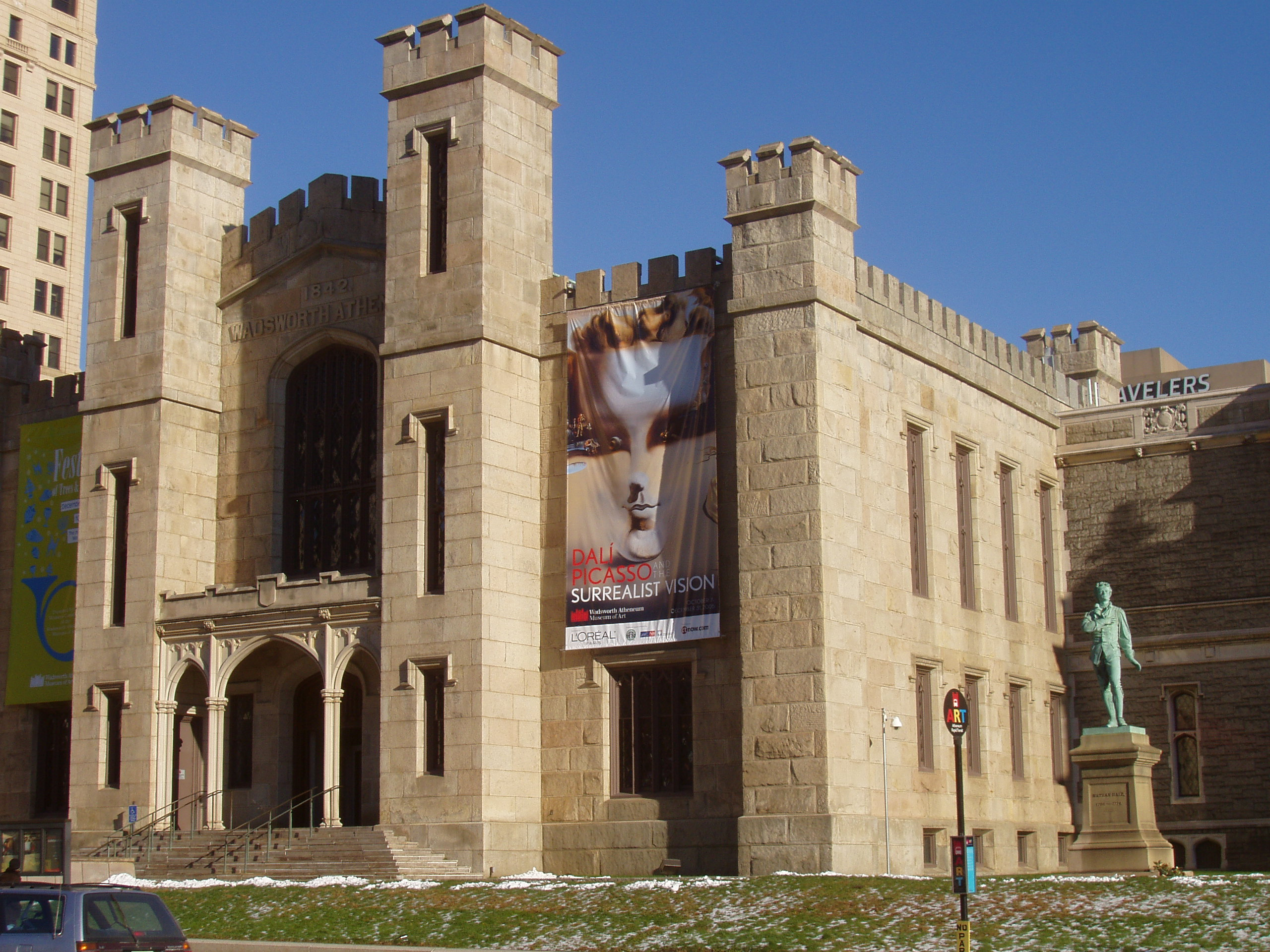
Wadsworth Atheneum, Hartford, Connecticut, 1842.

## Otras lecturas
- Davies, Jane B (2000). Alexander Jackson Davis American National Biography. American Council of Learned Societies.
- Peck, Amelia (1992). Alexander Jackson Davis, American Architect 1803-1892. Rizzoli.
- Peck, Amelia. Alexander Jackson Davis (1803-1892). En Heilbrunn Timeline of Art History. Nueva York: Museo Metropolitano de Arte, 2000–. http://www.metmuseum.org/toah/hd/davs/hd_davs.htm (octubre de 2004)
- Placek, Adolf K., editor (1982). Macmillan Encyclopedia of Architects. New York: Free Press. ISBN 0-02-925000-5.
- Aspiraciones a la excelencia : Alexander Jackson Davis y el primer plan de campus de la Universidad de Michigan, 1838
- Great Houses of the Hudson River, Michael Middleton Dwyer, editor, con prefacio de Mark Rockefeller, Boston, MA: Little, Brown and Company, publicado en asociación con Historic Hudson Valley, 2001.ISBN 082122767X

- Datos: Q433770
- Multimedia: Alexander Jackson Davis / Q433770